# 齐陶
齐陶（德語：Zittau，發音：[ˈtsɪtaʊ] ⓘ，發音：[ˈʒitawa] ⓘ，發音：[ˈʒɨtawa]，發音：[ˈʐɨtava] ⓘ）是德国萨克森州格尔利茨县的城市，曾是勒包-齐陶县的县治，面积66.75平方千米，2023年12月31日人口为24,710人。该市位于萨克森州东南部，德国、波兰和捷克三国边境处。